# Děkančice
Děkančice (německy Diekanschitz) je malá vesnice, část obce Hořice v okrese Pelhřimov. Nachází se asi 1,5 km na jihovýchod od Hořic. V roce 2009 zde bylo evidováno 10 adres. V roce 2001 zde trvale žilo 14 obyvatel. Žije zde 17 obyvatel.
Děkančice leží v katastrálním území Hroznětice o výměře 2,93 km2.